# Di Derre
Di Derre je Norveški pop/rock sastav, osnovan 1992. Godine 1996. su osvojili nagradu za norveške glazbenike i glumce Gammleng.

## Članovi sastava
- Jo Nesbø - vokali/gitara
- Espen Stenhammer - bubnjevi
- Magnus Larsen jr. - bass gitara /vokali
- Halvor Holter - klavijature

## Bivši članovi
- Knut Nesbø - vokali/gitara
- Sverre Beyer - bubnjevi